# Avalanchas de El Carmen de Atrato
Las avalanchas de El Carmen de Atrato fueron varios aludes que acaecieron el 12 de enero de 2024 en la vía entre Quibdó a Medellín en el corregimiento El Siete y en el área rural del municipio de El Carmen de Atrato, Chocó, Colombia en el que murieron al menos 40 personas, 28 heridos y 4 desaparecidos.

## Contexto
La Carretera Nacional 60 la vía de Medellín a Quibdó coloquialmente conocido como La carretera de la muerte en varios tramos están en mal estado, la condición geológica y húmeda hace difícil transitar en la vía tomando preacuciones a los conductores para viajar. 

## El desastre
En el tramo de El Siete el Carmen de Atrato, ocurrió cinco avalanchas la zona mientras caída una fuerte lluvia los conductores de los vehículos, se resguardon en una casa mientras pasaba la lluvia, cuando escampó descargaron grandes cantidades de tierra a la vía, quedando sepultados decenas de vehículos de pasajeros, carga y particulares en el tramo comprendido y la casa donde estaban las personas pasando la lluvia.
Los organismos de socorro y emergencia llegaron a rescatar los cuerpos y encontrar personas, inicialmente se dio en su primer balance oficial de 25 muertos y 16 heridos que fueron emitidos por el Sistema Nacional de Gestión del Riesgo de Desastres, llegaron equipos y más personal con la participación del Ejército Nacional de Colombia, Defensa Civil y Cruz Roja Colombiana. Los fallecidos fueron entrando a Medicina Legal y los heridos fueron trasladados a hospitales cercanos e inclusive Medellín y Quibdó.

## Reacciones
El presidente de Colombia Gustavo Petro y la vicepresidenta Francia Márquez lamentaron la tragedia, expresaron su solidaridad y ofrecieron la ayuda necesaria.
La gobernadora de Chocó Nubia Carolina Córdoba y el gobernador de Antioquia Andrés Julián Rendón  lamentaron el suceso, conjuntamente colaboran en la entrega de equipos, personal para búsqueda y rescate de los desaparecidos. 
El gobierno declaró como zona de desastre y calamidad pública, para ayudar y solicitar atención especial a la zona del desastre.
La iglesia católica y el papa Francisco reaccionaron a la tragedia de Colombia, hicieron oración para las víctimas.